# William Saville-Kent
William Saville Kent (Sidmouth, 10 de julio de 1845 - Bournemouth, 11 de octubre de 1908) fue un biólogo marino británico.

## Biografía
Nace en Sidmouth, Devon, su infancia se ve marcada por la muerte materna, el asesinato de su hermanastro y la condena a su hermana Constance a veinticinco años de prisión. Fue educado en el King's College London y luego en el Royal School of Mines bajo T.H. Huxley.
Tuvo varios trabajos en Bretaña, incluido en el British Museum de 1876 a 1872.
En 1869, es miembro de la Zoological Society of London y en 1873 de la Sociedad Linneana de Londres.
En 1870, recibe un premio de la Royal Society por conducir una investigación con draga en Portugal.
De 1872 a 1873 trabaja en el "Brighton Aquarium", y de 1873 a 1876 en el "Manchester Aquarium". Y luego en varios otros acuarios para retornar a Brighton en 1879.
Se casa en 1872 y su mujer fallece tres años más tarde. Vuelve a casarse en 1876.
Por recomendación de T.H. Huxley, en 1884 es Inspector de Persquerías en Tasmania.
En 1889, es Comisionado de Pesquerías en Queensland, y en 1892, en Australia Occidental, hasta 1895. Durante ese tiempo realiza experimentos con perlas cultivadas, de manera exinosa y hoy su tecnología es básicamente basado en sus resultados y descubrimientos, y que posteriormente los patenta el Dr. Nishikawa de Japón que había oído de sus técnicas.
Más tarde, Kent tuvo una posición en la Royal Society de Queensland en 1889-1890.

## Algunas publicaciones
- A Manual of the Infusoria, 1880, 1881, 1882 (3 vols.)
- The Great Barrier Reef, 1893
- The Naturalist in Australia, 1897

## Honores

### Eponimia
Género de alga
- (Acanthoecaceae) Savillea Loeblich, 1967

Especies de algas
- Hyalonema kentii (O.Schmidt, 1880)
- Coleps kenti Bathia, 1922, Lembus kenti Kahl, 1931, Uronemposis kenti (Kahl, 1926), Vorticella kenti (Kahl, 1935), Zoothamnium kentii Grenfell, 1884
- Discosoma kenti Haddon & Shackleton, 1893
- Montinegra kenti Matthai, 1927
- La abreviatura «Kent» se emplea para indicar a William Saville-Kent como autoridad en la descripción y clasificación científica de los vegetales.[1]

Se poseen seis registros IPNI de identificaciones y nombramientos de nuevas especies en la familia botánica de Pinaceae.